# Fünfkampf-Europameisterschaft 1970

Logo CEB (ausrichtender Verband)

Die Fünfkampf-Europameisterschaft 1970, auch Pentathlon-Europameisterschaft genannt, war das zweite Turnier in dieser Disziplin des Karambolagebillards und fand vom 5. bis zum 11. April 1970 in Murcia statt. Es war die zweite Fünfkampf-Europameisterschaft in Spanien.

## Geschichte
Die zweite Fünfkampf-Europameisterschaft fand 16 Jahre nach der ersten statt. Mit Murcia war wieder eine spanische Stadt der Ausrichter. In einem relativ kleinen Feld war zum ersten Mal der belgische Allrounder Raymond Ceulemans unter den Teilnehmern. Er beherrschte dann auch die restlichen Teilnehmer deutlich. Lediglich eine Partie verlor er gegen den Lokalmatador José Gálvez im Cadre 47/2 mit 293:400 in sechs Aufnahmen. Dazu kam noch ein Punktverlust in der Freien Partie. Gegen den Niederländer  Martinus Wijnen spielte er 500:500 in fünf Aufnahmen. Den Rest der Partien gewann er größtenteils deutlich. Alle gespielten Rekorde der ersten EM wurden von Ceulemans pulverisiert. Den zweiten Platz belegte Galvez vor dem Berliner Dieter Müller. Müller, der bei den Deutschen Meisterschaften in Hannover Zweiter hinter dem Düsseldorfer Altmeister Siegfried Spielmann wurde, aber deutlich besser als Spielmann gespielt hat, wurde daher vom Deutschen Billard-Bund zur EM geschickt. Außerdem war er mit seinen 27 Jahren das größte deutsche Talent und hatte bereits diverse EM-Titel in verschiedenen Disziplinen gewonnen.

## Modus
Gespielt wurde das ganze Turnier im Round Robin Modus.
1. PP = Partiepunkte
2. MP = Matchpunkte
3. VGD = Verhältnismäßiger Generaldurchschnitt
4. BVED = Bester Einzel Verhältnismäßiger Durchschnitt

Ab 1965 wurde zur Berechnung des VGD die 'Portugiesische Tabelle' angewendet. Hierbei werden die verschiedenen Disziplinen nach einer Formel berechnet. Es wurde die portugiesische Tabelle von 1965 angewendet. Die Welt-Meisterschaften (und natürlich auch die Europameisterschaften) im Fünfkampf ab 1965 waren auch unter dem Namen 'Neo Pentathlon' bekannt.
Freie Partie: Distanz 500 Punkte
Cadre 47/2: Distanz 400 Punkte
Einband: Distanz 200 Punkte
Cadre 71/2: Distanz 300 Punkte
Dreiband: Distanz 60 Punkte
Der Fünfkampf wurde auch in dieser Spielfolge gespielt.
In der Endtabelle wurden die erzielten Partiepunkte vor den Matchpunkten und dem VGD gewertet.

## Abschlusstabelle
| Legende | Legende                                       |
| --- | --------------------------------------------- |
| Abk. | Bedeutung                                     |
| Pkt. | erzielte Punkte                               |
| Aufn. | benötigte Aufnahmen                           |
| ED | Einzeldurchschnitt                            |
| GD | Generaldurchschnitt                           |
| VGD | Verhältnismässiger Generaldurchschnitt        |
| BMD | Bester Mannschaftsdurchschnitt                |
| BED | Bester Einzeldurchschnitt                     |
| BSD | Bester Satzdurchschnitt                       |
| BEVD | Bester Einzel Verhältnismässiger Durchschnitt |
| HS | Höchstserie                                   |
| MP | Match Points                                  |
| PP | Partie Punkte                                 |
| G-U-V | Gewonnen-Unentschieden-Verloren               |
| SV | Satzverhältnis                                |
| WRP | Weltranglistenpunkte                          |
| | 1. Platz (Gold)                               |
| | 2. Platz (Silber)                             |
| | 3. Platz (Bronze)                             |
| | Bester GD des Turniers/Runde                  |
| | Bester VGD des Turniers/Runde                 |
| | Bester ED des Turniers/Runde                  |
| | Bester BVGD des Turniers/Runde                |
| | Beste HS des Turniers/Runde                   |
| (Evtl. finden nicht alle Begriffe Anwendung oder einige sind nicht aufgeführt. Diese können in der Liste der Karambolage-Begriffe nachgesehen werden.) |                                               |

| Endklassement              | Endklassement     | Endklassement | Endklassement | Endklassement | Endklassement | Endklassement | Endklassement | Endklassement | Endklassement |
| Platz                      | Name              | PP            | MP            | VGD           | BVED          |               |               |               |               |
| -------------------------- | ----------------- | ------------- | ------------- | ------------- | ------------- | ------------- | ------------- | ------------- | ------------- |
| 1                          | Raymond Ceulemans | 37:3          | 8:0           | 196,42        | 363,25        |               |               |               |               |
| 2                          | José Gálvez       | 20:20         | 4:4           | 75,09         | 143,21        |               |               |               |               |
| 3                          | Dieter Müller     | 18:22         | 4:4           | 54,22         | 76,05         |               |               |               |               |
| 4                          | Martinus Wijnen   | 17:23         | 4:4           | 53,94         | 75,18         |               |               |               |               |
| 5                          | Ramon Aguilera    | 8:32          | 0:8           | 38,65         | –             |               |               |               |               |
| Turnierdurchschnitt: 62,84 |                   |               |               |               |               |               |               |               |               |

## Disziplintabellen
| Platz                      | Name              | MP  | Pkte. | Aufn. | GD     | BED    | HS  | VGD    |
| -------------------------- | ----------------- | --- | ----- | ----- | ------ | ------ | --- | ------ |
| 1                          | Raymond Ceulemans | 7:1 | 2000  | 11    | 181,81 | 250,00 | 499 | 181,81 |
| 2                          | Dieter Müller     | 4:4 | 1608  | 17    | 94,58  | 83,33  | 353 | 94,58  |
| 3                          | José Gálvez       | 4:4 | 1345  | 20    | 67,25  | 500,00 | 500 | 67,25  |
| 4                          | Martinus Wijnen   | 3:5 | 1524  | 33    | 46,18  | 100,00 | 281 | 46,18  |
| 5                          | Ramon Aguilera    | 2:6 | 778   | 19    | 40,94  | 71,42  | 489 | 40,94  |
| Turnierdurchschnitt: 72,55 |                   |     |       |       |        |        |     |        |

| Platz                      | Name              | MP  | Pkte. | Aufn. | GD    | BED    | HS  | VGD    |
| -------------------------- | ----------------- | --- | ----- | ----- | ----- | ------ | --- | ------ |
| 1                          | Raymond Ceulemans | 6:2 | 1493  | 24    | 62,20 | 80,00  | 226 | 203,20 |
| 2                          | Martinus Wijnen   | 6:2 | 1278  | 43    | 30,42 | 100,00 | 242 | 72,65  |
| 3                          | José Gálvez       | 4:4 | 1303  | 34    | 38,32 | 66,66  | 291 | 100,82 |
| 4                          | Dieter Müller     | 4:4 | 1260  | 46    | 27,39 | 40,00  | 174 | 61,23  |
| 5                          | Ramon Aguilera    | 0:8 | 1069  | 70    | 15,27 | –      | 138 | 27,56  |
| Turnierdurchschnitt: 29,64 |                   |     |       |       |       |        |     |        |

| Platz                     | Name              | MP  | Pkte. | Aufn. | GD   | BED  | HS | VGD    |
| ------------------------- | ----------------- | --- | ----- | ----- | ---- | ---- | -- | ------ |
| 1                         | Raymond Ceulemans | 8:0 | 800   | 112   | 7,14 | 9,52 | 59 | 197,20 |
| 2                         | Ramon Aguilera    | 6:2 | 751   | 156   | 4,84 | 6,25 | 34 | 81,40  |
| 3                         | Dieter Müller     | 4:4 | 723   | 176   | 4,10 | 5,26 | 32 | 57,00  |
| 4                         | José Gálvez       | 2:6 | 624   | 133   | 4,69 | 5,00 | 27 | 76,15  |
| 5                         | Martinus Wijnen   | 0:8 | 669   | 150   | 4,46 | –    | 39 | 68,45  |
| Turnierdurchschnitt: 4,91 |                   |     |       |       |      |      |    |        |

| Platz                      | Name              | MP  | Pkte. | Aufn. | GD    | BED   | HS  | VGD    |
| -------------------------- | ----------------- | --- | ----- | ----- | ----- | ----- | --- | ------ |
| 1                          | Raymond Ceulemans | 8:0 | 1200  | 43    | 27,90 | 37,50 | 194 | 128,66 |
| 2                          | José Gálvez       | 6:2 | 973   | 39    | 24,94 | 42,85 | 130 | 108,55 |
| 3                          | Martinus Wijnen   | 4:4 | 913   | 57    | 16,01 | 16,66 | 130 | 48,55  |
| 4                          | Dieter Müller     | 2:6 | 844   | 69    | 12,23 | 13,04 | 95  | 30,92  |
| 5                          | Ramon Aguilera    | 0:8 | 746   | 64    | 11,65 | –     | 76  | 27,81  |
| Turnierdurchschnitt: 17,19 |                   |     |       |       |       |       |     |        |

| Platz                      | Name              | MP  | Pkte. | Aufn. | GD    | BED   | VMD | HS     |
| -------------------------- | ----------------- | --- | ----- | ----- | ----- | ----- | --- | ------ |
| 1                          | Raymond Ceulemans | 8:0 | 240   | 187   | 1,283 | 1,666 | 17  | 271,25 |
| 2                          | Martinus Wijnen   | 4:4 | 207   | 280   | 0,739 | 0,777 | 8   | 33,90  |
| 3                          | Dieter Müller     | 4:4 | 210   | 309   | 0,679 | 0,833 | 8   | 27,37  |
| 4                          | José Gálvez       | 4:4 | 195   | 305   | 0,639 | 0,666 | 6   | 22,72  |
| 5                          | Ramon Aguilera    | 0:8 | 158   | 293   | 0,539 | –     | 5   | 15,54  |
| Turnierdurchschnitt: 0,734 |                   |     |       |       |       |       |     |        |